# 大和郡山駅
もしかして
- 郡山駅 (奈良県)
- 近鉄郡山駅

のいずれかではありませんか？